# Фошар
Фошарът е вид оръжие с прът, което се използвало в Средновековието в Европа от XI до XIV в. Оръжието представлява извито острие, поставено на двуметров прът. Острието е било средно извито по дължина, но за разлика от меча, заострено било само острието от вътрешната страна на извивката. Това кара фошара да прилича на сърп или на коса. Този дизайн не бил достатъчно ефективен за война и впоследствие бил модифициран и променен като му били поставени остри шипове, приличащи на копие, които били разположени на острието. Новосъздаденото оръжие се казвало вила-фошар.